# Sociedad Deportiva Teucro
Sociedad Deportiva Teucro (kurz: SD Teucro) ist ein spanischer Sportverein aus der Stadt Pontevedra. Bekanntheit erlangte SD Teucro vor allem im Handball der Männer. Das Team spielte 18 Saisonen in der Liga Asobal.
Aus Sponsoringgründen trat der Verein auch unter den Namen Teucro CajaPontevedra, Condes de Albarei Teucro und Lirón Teucro an.

## Geschichte
Der Verein wurde am 4. Mai 1945 gegründet. Angebotene Sportarten waren Gymnastik, Leichtathletik, Fußball, Basketball, Handball, Rudern, Schwimmen, Hockey, Radfahren, Schach und Tischtennis, 1958 wurden die sportlichen Angebote des Vereins um Bergsport und Pelota erweitert.
War es zunächst noch die Leichtathletik, wurde bald schon Handball – noch in der Variante des Feldhandballs – der bedeutendste Sport im Verein. Im Jahr 1948 spielte der Verein im Feldhandball bereits auf nationaler (spanischer) Ebene, dem Verein wurde in diesem Jahr auch die Ausrichtung der Finalrunde der spanischen Meisterschaft auf dem Pasarón-Feld übertragen. Ab 1958 wurde von elf auf sieben Spieler im Handball umgestellt, zunächst betraf das die Nachwuchsmannschaften, dann auch die Senioren, gespielt wurde weiter auf einem Feld (Kleinfeld). Für die Verdienste um den Handballsport zeichnete die spanische Handballföderation den Verein aus. In der Spielzeit 1963/1964 nahm man erstmals an der Aufstiegsrunde teil, scheiterte jedoch, der Aufstieg in die División de Honor gelang dann in der Spielzeit 1972/1973. Nach vier Spielzeiten in der Liga stieg das Team am Ende der Saison 1976/1977 in die Primera División Nacional ab. Dort spielte man sechs Jahre, bis 1983 erneut der Aufstieg in die División de Honor zur Saison 1983/1984 gelang. Der Verein gehörte 1994 zu den Gründungsmitgliedern der Asociación de Clubes Españoles de Balonmano. Nach nur einem Jahr in der höchsten Liga folgte erneut der Abstieg. Ab der Saison 1989/1990 spielte der Verein wieder in Spaniens erster Liga. 1993 wurden die Finalspiele der Copa del Rey in Pontevedra ausgetragen, an denen die SD Teucro teilnahm. In der Meisterschaft 1994/1995 belegte das Team Platz 4. Erstmals startete die Mannschaft dadurch auch international, im EHF-Pokal 1995/1996 schied man allerdings nach einer Runde aus. Nach der Spielzeit 1996/1997 stieg das Team aus der Liga Asobal ab, nach einer Zweitligasaison gelang 1998 der erneute Aufstieg, allerdings konnte man die Klasse dort nicht lange halten und stieg im Jahr 2000 wieder ab. Es folgte ein Jahr in der zweiten Liga, aus der man im Jahr 2001 aufstieg. Im Jahr 2004 nahm der Verein am Halbfinale der Copa del Rey teil. Bis zum Abstieg nach der Meisterschaft 2004/2005 blieb das Team in der Liga Asobal, in die man 2007 zur Meisterschaft 2007/2008 zurückkehren konnte; im Jahr 2009 folgte jedoch wieder der Abstieg. Nach einem erneuten Aufstieg im Jahr 2015 stieg der Verein nach der Saison 2015/2016 ab. Und wieder gelang nach einem Jahr in der zweiten Liga der Aufstieg, so dass der Verein in der Meisterschaft 2017/2018 antrat. Nach zwei Spielzeiten stieg das Team im Jahr 2019 erneut in die zweite Liga ab. Nach der Spielzeit 2021/2022 in der División de Honor Plata stieg Teucro in die Primera División Nacional ab.

## Heimspielstätte
Seine Heimspiele trägt der Verein im Pabellón Municipal de Deportes de Pontevedra aus.

## Spieler
Zu den Spielern im Verein zählten Rastko Stefanović, Erik Balenciaga, Javier Díaz Pérez, Seufyann Sayad, David Davis, Dalibor Doder, José Javier Hombrados, Viran Morros, Draško Mrvaljević und Dejan Perić.